# Prager Presse
Prager Presse byl německy psaný levicový deník vydávaný od března 1921 do roku 1938 v Československu.

## Historie
Noviny Prager Presse založil Tomáš Garrigue Masaryk s cílem integrovat německy mluvící menšinu, která tehdy tvořila 22,5% podíl. Tento první liberální pročesky orientovaný německý list byl založen na popud novináře Camilla Hoffmanna, který mj. připravil první číslo. Noviny vycházely v letech 1921 (roč. 1, č. 1) až 1938 (roč. 18, č. 321). Šéfredaktorem byl Arne Laurin   (* 1889, † 1945). Od roku 1921 byl fejetonistou listu a překladatelem zkušený novinář Otto Pick. Odpovědným redaktorem byl do roku 1926 (č. 222 ze dne 13. 8.) Wilhelm Neffzern.
Noviny byly vydávány v československém vydavatelství Orbis.
V letech 1981–1990 vycházel v nakladatelství Orbis list Neue Prager Presse (překlad Nový pražský tisk).